# Strobilanthes tanakae
Strobilanthes tanakae är en akantusväxtart som beskrevs av John Richard Ironside Wood. Strobilanthes tanakae ingår i släktet Strobilanthes och familjen akantusväxter. Inga underarter finns listade i Catalogue of Life.